# Okella parallelus
Okella parallelus (лат.) — вид хищных коротконадкрылых жуков, единственный в составе рода Okella из подсемейства ощупники (Pselaphinae). Назван в честь австралийского энтомолога Charles Oke, собравшего типовую серию в 1934 году.

## Распространение
Австралия (Виктория).

## Описание
Мелкие коротконадкрылые жуки—ощупники (Pselaphinae). Длина тела 1,8 мм. Усики 11-члениковые, булавовидные (последний членик увеличенный). Голова с глубокими щетинковидными ямками на вертексе, соединенными дугообразной бороздой; фронтальный рострум заметный; луковидное темя расширено кзади.
Переднеспинка с широковыпуклыми боковыми краями, у основания резко выемчатая; отсутствуют передние базальные ямки; отсутствуют прооксальные ямки. Надкрылья без базальных и подплечевых ямок. Отсутствует срединная мезостернальная ямка; латеральные мезостернальные ямки точечные. Брюшко удлиненное, равномерно заостренное от середины до вершины; видимый тергит 1 (IV) самый длинный.
Единственный экземпляр был найден в колонии муравьёв рода Solenopsis.

## Систематика
Вид был впервые описан в 2001 году энтомологом Дональдом С. Чандлером (University of New Hampshire, Durham, Нью-Гэмпшир, США). Род отнесён к трибе Euplectini (надтриба Euplectitae) из подсемейства Pselaphinae и близок к роду Torvicia.